# Кертини-Великі
Кертини-Великі (пол. Kiertyny Wielkie, нім. Groß Kärthen) — село в Польщі, у гміні Бартошиці Бартошицького повіту Вармінсько-Мазурського воєводства.
Населення — 147 осіб (2011).
У 1975-1998 роках село належало до Ольштинського воєводства.

## Демографія
Демографічна структура станом на 31 березня 2011 року:
|          | Загалом | Допрацездатний вік | Працездатний вік | Постпрацездатний вік |
| -------- | ------- | ------------------ | ---------------- | -------------------- |
| Чоловіки | 73      | 14                 | 56               | 3                    |
| Жінки    | 74      | 11                 | 47               | 16                   |
| Разом    | 147     | 25                 | 103              | 19                   |